# 十字形石製品

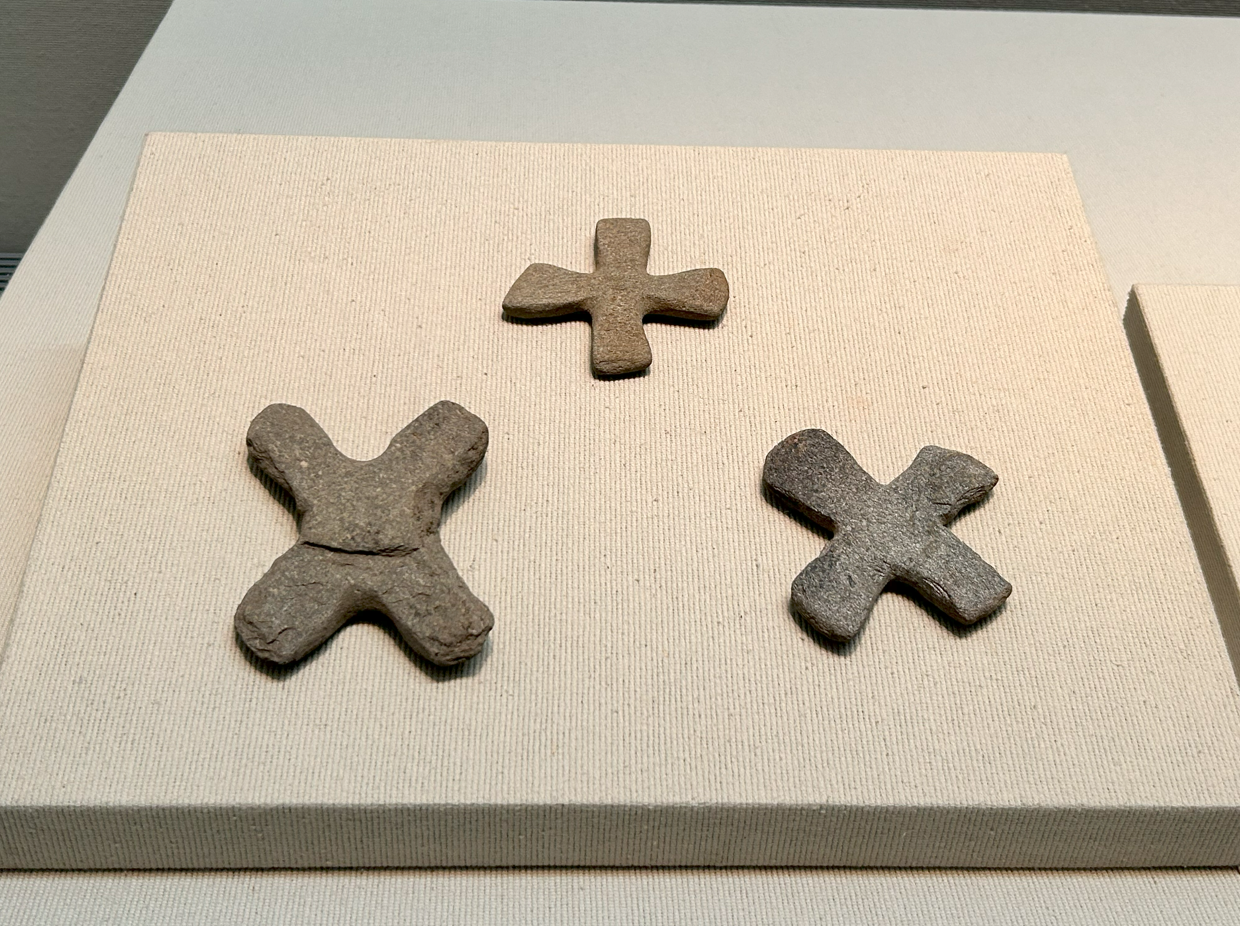
九州国立博物館に展示されている十字形石製品(蔵上遺跡出土)

十字形石製品（じゅうじがたせきせいひん）、または十字形石器（じゅうじがたせっき）は、日本の九州地方の縄文時代後期の遺跡で出土する十字形の石器である。

## 概説
縄文時代後期（約4000年前頃）の九州の遺跡で多く見られた祭祀具である。
この頃の九州には、本州と異なる独自の信仰があったと考えられており、それらの信仰に関連する遺物であるとする説が一般的であるが(九州国立博物館は祭祀具としている)、石斧や石鍬の一種という説も存在しており、未だ用途ははっきり分かっていない。

## 出土遺跡
- 佐賀県蔵上遺跡
- 早良区四箇遺跡